# Villanova (Marsciano)
Villanova è una frazione collinare (246 m s.l.m.) del comune di Marsciano (PG), occupata da 390 abitanti. 
All'inizio degli anni 2000 il paese contava circa 250 residenti, e l'aumento demografico è sostanzialmente dovuto al completamento di alcuni nuovi complessi residenziali nei quali si sono insediati dei nuclei familiari provenienti da Perugia e da frazioni limitrofe.

## Storia
Il nome del paese compare per la prima volta in riferimento ad un Castello, in un documento del 1060. Del vecchio edificio non rimangono che poche vestigia, solo porzioni delle mura e un fabbricato del XV secolo con archi in laterizio. Inoltre, in loco è stata ritrovata un'anfora proveniente da una tomba etrusca del VI secolo a.C., assieme ad alcuni reperti di epoca romana.
Cunicoli sotterranei collegano ancora alcune abitazioni del paese; probabilmente costruiti durante la grande guerra come nascondiglio e "passaggio segreto" tra le abitazioni, sono stati poi riadattati in alcuni casi a cantine o a "frigoriferi naturali". Anche se attualmente in parte chiusi ed in parte allagati, sono ancora parzialmente accessibili dalle abitazioni coinvolte nella "rete". Un accesso, dalla via principale del paese, è stato riaperto ed illuminato ed è visibile attraverso un vetro antisfondamento lungo il marciapiede della via centrale del borgo. 

## Collocazione
Il paese si sviluppa lungo la strada di collegamento tra la strada provinciale Settevalli e la strada provinciale Marscianese.

## Economia
L'economia è essenzialmente agricola: coltivazioni di grano tenero, orzo, mais, girasoli, favetta, foraggi per bestiame, ortaggi. Vi sono allevamenti di bovini e suini. È altresì presente proprio nella zona centrale del borgo un laboratorio artigianale di lavorazione della pelle e di maglieria che produce capi di ottima fattura conto terzi per alcune famose maison di moda, principalmente per la Brunello Cucinelli SpA. Tale attività attualmente consente l'impiego di circa 60 persone, per la maggior parte residenti nella frazione di Villanova o nei paesi limitrofi.
Vi è poi da segnalare un allevamento di selvaggina, alcune giovani produzioni di vino autoctono, una storica attività di apicoltura ed un bellissimo residence/casa vacanze/location per eventi

## Luoghi d'interesse
Nella chiesa parrocchiale di S. Maria e S. Pastore è esposto un crocifisso ligneo proveniente da una Confraternita di una chiesa di Perugia, risalente al 1500 circa.
La chiesa risale invece al 1905. In piazza della Vittoria, nei pressi del borgo centrale, c'è una cappella dedicata ai caduti della grande guerra la cui navata centrale non è mai stata realizzata. Proseguendo alla sinistra di essa si arriverà al pozzaccio, un tempo utilizzato dai villanovesi come lavatoio e ancora oggi luogo al quale la comunità continua ad essere legata: infatti, a pochi passi, è stata recentemente realizzata un'edicola votiva in vista di una delle celebrazioni religiose locali. 
Durante la settimana di Ferragosto, nel paese viene organizzata la sagra dell'agnello scottadito e dei prodotti tipici umbri, già "sagra della macedonia", iniziata nel 1987. Alla riuscita della manifestazione collaborano attivamente ed in maniera volontaria e non retribuita tutti i villanovesi, attraverso la pro loco Villanova.

## Sport
La tradizione calcistica di Villanova ha inizio negli anni 1970, allorché il parroco don Primo Alberati vi fonda una prima squadra: nel solco di tale tradizione si inserisce nel 2001 l'Associazione Sportiva Dilettantistica Villabiagio (rappresentante anche la vicina frazione di San Biagio della Valle), che per tutta la propria esistenza ha giocato le gare interne al campo sportivo di Villanova; dopo circa diciassette anni di attività (culminati con alcune partecipazioni alla Serie D), il Villabiagio ha tuttavia cessato di esistere nell'estate 2018. A Villanova ha inoltre sede una squadra amatoriale di calcio a 7, militante nei campionati UISP.
Dal 2017 è presente sul territorio (vocabolo Vaone) l'A.S.D. GASP Villanova, associazione sportiva che promuove l'aeromodellismo radio comandato. La pista di volo dell'A.S.D.GASP Villanova è tra le prime in Italia ad aver avuto l'omologazione dall'ENAC ATM03 C come area esclusiva riservata al volo di aeromodelli ed è censita sulle mappe aeronautiche ufficiali.

## Società
Abitanti censiti